# Playford
Playford is een civil parish in het bestuurlijke gebied Suffolk Coastal, in het Engelse graafschap Suffolk met 220 inwoners.